# Toni Occhiello
Toni Occhiello (Cerignola, 20 novembre 1962) è un regista e sceneggiatore italiano residente a Hollywood.
È accreditato anche col nome di Anthony Occhiello.

## Biografia
Il suo primo lavoro l'ha realizzato, utilizzando una macchina da presa 8mm, all'età di 13 anni, con i suoi compagni di scuola come maestranze e cast. A questo film seguirono altre produzioni, tra cui il suo adattamento della commedia Le allegre comari di Windsor di William Shakespeare. A 18 anni si trasferì a Roma per frequentare la facoltà di scienze politiche alla Sapienza - Università di Roma. In questo periodo collaborò in qualità di fotogiornalista ad alcune importanti testate nazionali come Lui-Vogue, Rockstar e L'Espresso. Dopo il conseguimento della laurea, ha lavorato come regista free-lance di video musicali per EMI, RCA, Polygram e altri ancora.
Si trasferì poi a Los Angeles, dove si diplomò in regia presso il DGA (Directors Guild of America) e fu trainee sul set di 1941 - Allarme a Hollywood con Steven Spielberg. Subito dopo, sempre a Hollywood, formò una creative partnership con Marlene Stewart, divenuta poi la creatrice del look di Madonna, ed una delle più famose costumiste di Hollywood. Tra il 1990 ed 1997 il dipartimento di Sociologia dell'Università di Roma gli ha commissionato la realizzazione di due documentari per la TV: Rosso Continuo e Las Fiestas de San Luis Rey, trasmessi da RAI e Mediaset e proiettati in numerosi festival internazionali e ambienti accademici come il Museo Calouste Gulbenkian di Lisbona, il Museo nazionale delle arti e tradizioni popolari di Roma e la Sorbona di Parigi
Occhiello ha scritto e diretto numerosi documentari, spettacoli radiofonici e due film per la RAI: Tamburo e Aisha & Odette; ha inoltre girato dal 1998 al 2000 una serie TV, da lui creata e prodotta a Hollywood, chiamata In My Craft or Sullen Art. Sempre a Hollywood, la sua sceneggiatura originale "The Sixth Root Race" fu finalista nel 2003 al prestigioso Nicholl Screenwriting Award, gestito dall'AMPAS (Academy of Motion Picture Arts and Sciences), l'organizzazione che conferisce gli Oscar.
In Italia ha realizzato due film su pellicola da 35mm: Majidas (1990) e Il gioiello di Arturo (1993), premiati a vari festival del cinema, tra cui la Mostra internazionale dell'arte cinematografica di Venezia, il Festival dei Due Mondi di Spoleto, il Festival di Annecy in Francia ed il Premio Grolla d'oro di Saint-Vincent. Dal 1998 contribuisce inoltre, come Hollywood contributing editor accreditato con la MPAA (Motion Picture Association of America) e membro della IPA (International Press Academy), a numerosi siti web e magazine relativi al mondo del cinema, tra cui SET Magazine, Filmmaker Magazine, Filmbazaar.com, Inwind.it e Vision Magazine.

## Filmografia parziale
- Tamburo (1982)
- Plexus (1986)
- Majidas (1990)
- Rossocontinuo (1990)[1]
- Il gioiello di Arturo (1993)
- Aisha & Odette (1995)
- Cerignola sullo schermo (1996)[1]
- Las fiestas de San Luis Rey (1997)
- In my Craft or Sullen Art (1998-1999-2000)